# Dubohabřina ve Vojkovicích
Dubohabřina ve Vojkovicích je přírodní památka v okrese Karlovy Vary. Nachází se na úpatí Doupovských hor mezi Vojkovicemi a osadou Jakšovy Domky. Předmětem ochrany jsou hercynské dubohabřiny a suché trávníky na strmých svazích na pravém břehu Ohře.

## Historie
Chráněné území vyhlásil Krajský úřad Karlovarského kraje v kategorii přírodní památka s účinností od 2. prosince 2016.

## Přírodní poměry
Přírodní památka s rozlohou 1,91 hektarů leží v nadmořské výšce 324–376 metrů v katastrálním území Vojkovice nad Ohří v Doupovských horách. Území je součástí evropsky významné lokality a ptačí oblasti Doupovské hory.

### Abiotické poměry
Geologické podloží chráněného území tvoří třetihorní vulkanické horniny analcimit až nefelinit, na nichž se vyvinula kambizem eutrofní. V geomorfologickém členění Česka přírodní památka leží v západní části Doupovských hor, konkrétně v jejich okrsku Jehličenská hornatina.
V rámci Quittovy klasifikace podnebí se přírodní památka nachází v mírně teplé oblasti MT7, pro kterou jsou typické průměrné teploty −3 až −4 °C v lednu a 16–17 °C v červenci. Roční úhrn srážek dosahuje 600–750 milimetrů, počet letních dnů je 20–30, počet mrazových dnů se pohybuje od 130 do 160 a sněhová pokrývka zde leží 60–100 dnů v roce.

### Flóra
Vojkovická svahová květnatá dubohabřina přechází do teplomilných doubrav. Roste v ní tomkovice jižní, hvozdík pyšný a vstavač mužský.